# The Mighty Boosh
 (novembre 2020).
Le contenu est difficilement compréhensible vu les erreurs de traduction, qui sont peut-être dues à l'utilisation d'un logiciel de traduction automatique.
The Mighty Boosh est une série télévisée britannique en vingt épisodes de 30 minutes créée par Julian Barratt et Noel Fielding, diffusée du 18 mai 2004 au 20 décembre 2007 sur BBC Three.
The Mighty Boosh est une série humoristique surréaliste contenant de nombreuses références à la pop-culture. Les épisodes comportent souvent des numéros musicaux abordant différents genres allant de l'electro au jazz-funk en passant par le rap ou encore le heavy metal. Julian Barratt compose la musique pour la série, tandis que Noel Fielding est à l'origine de son univers graphique.
Cette série est inédite dans les pays francophones.

## Histoire
La série télé de Mighty Boosh fait son apparition en 2004. Elle est l'adaptation d'un spectacle sur scène, créé en 1998, puis d'une émission radio - également appelée "The Mighty Boosh" - commandée par la BBC. L'épisode pilote a été tourné devant un public car la chaîne doutait de l'adaptation à l'écran d'un spectacle qui avait été créé initialement pour la scène. Finalement la série a été tournée sans public. Elle a ainsi pu se détacher de sa version scénique en créant son univers à l'écran.
La première saison est diffusée sur BBC Three du 18 mai au 9 novembre 2004. Elle est également diffusée sur BBC Two, mais l'ordre des épisodes est modifié et les jurons censurés. 
La deuxième saison est également diffusée sur BBC Three à partir du 26 juillet 2005. La série dispose d'un budget moins important que pour la première saison. La page web de la série sur le site de la BBC propose également des bandes-annonces des épisodes d'une semaine sur l'autre.
La troisième saison est diffusée sur BBC Three à partir du 15 novembre 2007. Elle est également diffusée sur la version américaine d'Adult Swim à partir du 29 mars 2009, suivie par les rediffusions de la première saison (Mai 2009) et de la deuxième (Juillet 2009).

## Synopsis
The Mighty Boosh met en scène les aventures d'Howard Moon (Julian Barrat) et de Vince Noir (Noel Fielding), ainsi que de différents personnages récurrents dont Naboo (Michael Fielding), Bollo le Gorille (Peter Eliott, Dave Brown) et Bob Fossil (Rich Fulcher). Chaque saison fait évoluer les personnages dans un nouveau contexte : la saison 1 présente Vince et Howard comme les gardiens d'un zoo, le « Zooniverse ». La saison 2 met en scène Vince, Howard, Naboo et Bollo comme des colocataires dans un appartement londonien. Enfin, la saison 3 présente Vince et Howard comme les employés de la "Nabootique", magasin d'articles d'occasion de Naboo.
A travers la série, Vince et Howard évoluent dans un univers surréaliste, donné à voir notamment à travers les nombreuses séquences d'animations, ou encore à travers les nombreux personnages étranges croisés par les protagonistes, généralement également joués par Barratt et Fielding eux-mêmes. Si la première saison suit les personnages en tant que gardiens du Zooniverse, les saisons 2 et 3 se concentrent plutôt sur les tentatives de Vince et Howard de connaître la gloire grâce à leur musique, ainsi que les nombreuses catastrophes provoquées par les protagonistes lors des absences de Naboo et Bollo. 
Contrairement à l'émission de radio sur laquelle la série est fondée, les personnages sont conscients d'être dans une émission de télévision : Vince notamment brise de manière récurrente le quatrième mur afin de s'adresser directement au spectateur et de commenter la situation. La continuité n'est pas toujours respectée dans la série : ainsi, dans la première saison, le gorille Bollo est tué à la fin d'un épisode, mais réapparait dans les épisodes et les saisons suivantes.

## Personnages
Bien qu'un certain nombre de personnages réapparaissent de manière récurrente tout au long de la série, il est possible de distinguer cinq personnages principaux :
- Howard Moon (Julian Barratt)
- Vince Noir (Noel Fielding)
- Naboo the Enigma (Michael Fielding)
- Bollo le gorille (Peter Elliot (2004), Dave Brown (2005-2007))
- Bob Fossil (Rich Fulcher)

La série inclut également différents personnages récurrents, dont certains sont également joués par Barrat, Fielding ou Fulcher :
- Dennis (Julian Barratt) : chef du Conseil des Shamans
- Dixon Bainbridge (Richard Ayoade (épisode pilote), Matt Berry) : Propriétaire du Zooniverse et aventurier
- The Hitcher (Noel Fielding) : personnage inquiétant à la peau verte et vêtu en permanence d'un chapeau haut-de forme, caricature de la classe ouvrière londonienne d'avant-guerre. Antagoniste de Vince et Howard, the Hitcher apparaît dans divers épisodes, menaçant régulièrement de mort les protagonistes.
- Kirk (Kirk Gaitskell-Kendrick) : Enfant shaman membre du Conseil, renommé pour sa grande résistance à la prise de stupéfiants.
- La Lune (Noel Fielding) : représentée par le visage de Noel Fielding couvert de mousse à raser, la lune apparaît de manière ponctuelle entre certaines scènes, racontant différentes anecdotes.
- Old Gregg (Noel Fielding) : sirène hermaphrodite vivant dans une grotte sous le Lac Noir, éperdument amoureux d'Howard.
- Saboo (Richard Ayoade) : Membre du Conseil des shamans, montrant une aversion marquée pour Naboo
- Tony Harrison (Noel Fielding) : membre du Conseil des shamans ayant l'apparence d'une tête rose dotée de tentacules.

La série accueille également, en plus de son casting régulier, un certain nombre d'invités :
- Dee Plume et Sue Denim, membres du groupe Robots in disguise
- Gary Numan
- The Horrors
- Razorlight
- Roger Daltrey
- Diva Zappa

## Épisodes

### Première saison (2004)
La première saison se déroule dans un zoo décrépit d'Angleterre appelé le "Zooniverse". Howard Moon et Vince Noir y travaillent en tant que gardiens, accompagnés du shaman Naboo, sous la direction du manager Bob Fossil et du propriétaire Dixon Bainbridge. Howard et Vince s'éloignent à plusieurs reprises hors du zoo pendant leurs aventures, voyageant dans différents endroits tels que les Limbes, l'Enfer des singes ou encore la toundra arctique. Elle a été diffusée du 18 mai au 6 juillet 2004.
1. Killeroo
2. Mutants
3. Bollo
4. Tundra
5. Jungle
6. Charlie
7. Electro
8. Hitcher

### Deuxième saison (2005)
La deuxième saison prend place dans un appartement de Dalston, dans la banlieue de Londres, dans lequel Howard Moon, Vince Noir, Naboo et le gorille Bollo vivent en collocation après avoir quitté le Zooniverse. La plupart des épisodes tournent autour de la volonté de Vince et Howard de devenir des musiciens célèbres. Les aventures de Naboo, désormais shaman freelance, et de Bollo, son familier, servent souvent de sous-intrigues pour les épisodes. Elle a été diffusée du 25 juillet au 30 août 2005.
1. Call of the Yeti
2. The Priest and the Beast
3. Nanageddon
4. Fountain of Youth
5. The Legend of Old Gregg
6. The Nightmare of Milky Joe

### Troisième saison (2007)
Le décor de la troisième saison est la "Nabootique", magasin d'articles d'occasion ouvert par Naboo, dans lequel celui-ci emploie Howard et Vince. Elle a été diffusée du 15 novembre au 20 décembre 2007.
1. Eels
2. Journey to the Centre of the Punk
3. The Power of the Crimp
4. The Strange Tale of the Crack Fox
5. Party
6. The Chokes